# Paratriathlon ai XVI Giochi paralimpici estivi
Le gare di paratriathlon ai XVI Giochi paralimpici estivi si sono svolte il 28 e 29 agosto 2021 al Parco marino di Odaiba di Tokyo. 

## Formato
Ogni competizione si è articolata in tre prove: 750 metri di nuoto, 20 km in bicicletta e 5 km di corsa svolte in sequenza durante la stessa giornata.

## Classificazione
Ciascuna gara è stata suddivisa in più classi, permettendo agli atleti di competere con avversari che avessero lo stesso grado di disabilità:
- PTS per atleti che possono correre autonomamente seppur con l'uso di protesi (il numero associato alla sigla corrisponde al grado di disabilità, dove 1 equivale al massimo);
- PTWC per atleti che usano l'handbike anziché la bicicletta e la carrozzina durante la prova di corsa;
- PTVI per atleti ipovedenti o non vedenti, assistiti da un'altra persona nel corso delle tre prove.

Ogni classe è stata ulteriormente suddivisa tra uomini e donne.

## Podi
| Evento | Classe | Oro                                | Argento                                                 | Bronzo                                  |
| Uomini | PTWC   | Jetze Plat                         | Florian Brungraber                                      | Giovanni Achenza                        |
| Uomini | PTS4   | Alexis Hanquinquant                | Hideki Uda                                              | Alejandro Sánchez Palomero              |
| Uomini | PTS5   | Martin Schulz                      | George Peasgood                                         | Stefan Daniel                           |
| Uomini | PTVI   | Brad Snyder Guida: Greg Billington | Héctor Catalá Laparra Guida: Gustavo Rodríguez Iglesias | Satoru Yoneoka Guida: Kohei Tsubaki     |
| Donne  | PTWC   | Kendall Gretsch                    | Lauren Parker                                           | Eva Moral                               |
| Donne  | PTS2   | Allysa Seely                       | Hailey Danz                                             | Veronica Yoko Plebani                   |
| Donne  | PTS5   | Lauren Steadman                    | Grace Norman                                            | Claire Cashmore                         |
| Donne  | PTVI   | Susana Rodríguez Guida: Sara Loehr | Anna Barbaro Guida: Charlotte Bonin                     | Annouck Curzillat Guida: Céline Bousrez |